# Fort Boyard (Nederlandse spelshow)
Fort Boyard was een Nederlands televisieprogramma dat in de periode 2011-2014 werd uitgezonden door de omroep AVRO. Het programma was een nieuwe versie van De Sleutels van Fort Boyard uit 1991, destijds ook uitgezonden door de AVRO. Fort Boyard was de Nederlandse versie van de gelijknamige Franse spelshow, die begon in 1990 en waarvan sindsdien ieder jaar afleveringen bijgemaakt en uitgezonden worden. Vele andere landen hebben ook op dit fort hun eigen afleveringen gemaakt.
De programma's zijn alle gemaakt op Fort Boyard, een fort voor de Franse westkust, gelegen tussen Île d'Aix en Île d'Oléron. Vast onderdeel van het Nederlands programma waren de twee Franse dwergen, Passe-Partout (André Bouchet) en Horloge (Anthony Labourde), die als belangrijkste taak hadden het op verzoek van de presentatoren tonen van de tussenstand en het begeleiden van de presentatoren en kandidaten naar de juiste plekken in en rondom het fort. In de originele Franse versie zijn zij nog aanwezig.

## Spel
De Nederlandse versie was veel korter dan de Franse versie. Derhalve waren de mogelijkheden beperkt. 
Het programma bestond uit een spel waarbij teams van bekende Nederlanders tegen elkaar streden door middel van een zoektocht naar sleutels en gouden munten. De kandidaten speelden in teams spellen in en rondom de cellen van Fort Boyard. Hiermee konden zij sleutels verdienen. Wanneer een kandidaat niet binnen de tijd de opdracht voltooide, won het team geen sleutel en kreeg het strafpunten. Per spel konden incidenteel meerdere sleutels worden verdiend. Met behulp van de sleutels kon een eindspel worden gespeeld. Tijdens het eindspel konden de teams de sleutels gebruiken om het toegangshek tot een kooi met gouden munten te openen. De hoeveelheid sleutels bepaalde de openingsduur van het hek (zes sleutels stond voor twee minuten, elke sleutel minder scheelde tien seconden).
In seizoen 3 was de maximale openingsduur bij zes sleutels 2:30 min. Als er minder sleutels waren verdiend, dienden de overgebleven sleutels uit een zuil te worden gehaald door aan een slinger te draaien. Hoe sneller dit werd gedaan, hoe meer tijd er overbleef om de munten te zoeken. Wanneer een deelnemer niet binnen deze duur was teruggekeerd, zat hij zogenaamd opgesloten in de kooi en werden tijgers losgelaten. In werkelijkheid mocht de "gevangene" de kooi via een veiligheidsluik verlaten.
Elke serie bestond uit 10 afleveringen. Er waren per seizoen zes teams van elk 4 personen. De eerste 6 afleveringen vormden de "poulefase" waarin de zes teams tegen elkaar streden in twee groepen van drie. Elk team speelde hierbij tegen alle andere teams van de groep. De nummers 1 en 2 van elke poule speelden de halve finales. Dit waren de afleveringen 7 en 8. In de daaropvolgende aflevering speelden de verliezers van de halve finales om de derde en de vierde plek. In de laatste aflevering, de finale, speelden de winnaars tegen elkaar. De winnaar van deze aflevering kreeg de "Fort Boyard Trofee".

## Seizoenen
| Seizoen | Jaar | Presentatie   | Presentatie     | Winnaar        | Runner-up    | Zender             |
| ------- | ---- | ------------- | --------------- | -------------- | ------------ | ------------------ |
| 1       | 2011 | Gerard Ekdom  | Art Rooijakkers | Team GTST      | Team Musical | Nederland 3 (AVRO) |
| 2       | 2012 | Gerard Ekdom  | Lauren Verster  | Team Artiesten | Team Acteurs | Nederland 3 (AVRO) |
| 3       | 2014 | Freek Bartels | Lauren Verster  | Team TV-mannen | Team Fashion | NPO 3 (AVROTROS)   |

## Trivia
Een op Fort Boyard gebaseerde attractie is het uit Zweden afkomstige Prison Island. Dit spel is een combinatie van Fort Boyard en een escaperoom. Bij deze variant op een normale escaperoom, waarbij deelnemers binnen een uur moeten ontsnappen uit een ruimte waarin ze opgesloten worden, moeten de deelnemers net zoals in Fort Boyard in teams opdrachten uitvoeren in cellen. Elke cel heeft hierbij een specifiek kenmerk. Alleen verdienen ze dan geen sleutels, maar kunnen ze er punten mee scoren. Bovendien mogen ze zelf uitkiezen welke cellen ze willen spelen en kunnen ze deze zelf openen met een persoonlijke sleutel. Deelnemers hoeven echter niet te vrezen dat ze opgesloten raken in de cel als ze de opdrachten niet binnen de tijd weten uit te voeren. Ze kunnen elke opdracht zo vaak als ze willen opnieuw proberen, waarbij de hoogste score blijft staan. Het gaat er om dat een team zoveel mogelijk punten scoort en probeert te ontsnappen uit de gevangenis voordat de speeltijd voorbij is.
Andermans Veren ·
Atlas ·
Babbelonië ·
BankGiro Loterij Restauratie ·
Blik op de weg ·
Bloedverwanten ·
Buitenhof** ·
Dag Juf, tot morgen ·
De Astronautjes ·
De Bereboot ·
De Brekers ·
De Droomshow ·
De Sleutels van Fort Boyard ·
De tiende van Tijl ·
De Troon ·
Die is de mol! ·
EenVandaag* ·
Een mens wil... ·
Eén van de acht ·
Expeditie Poolcirkel*** ·
Fort Boyard ·
Gouden Televizier-Ring Gala ·
Hoe heurt het eigenlijk? ·
In de hoofdrol ·
Join the Beat ·
Junior Eurovisiesongfestival ·
Junior Songfestival ·
Karel ·
Kinderprinsengrachtconcert ·
Koefnoen ·
Kom er maar eens achter ·
Lawaaipapegaai ·
Mag ik u kussen? ·
Mensen zoals jij en ik ·
Missers! ·
Nederland in Beweging!**** ·
Ontdek je plekje ·
Op de Bon ·
Op zoek naar Danny & Sandy ·
Op zoek naar Evita ·
Op zoek naar Joseph ·
Op zoek naar Maria ·
Op zoek naar Mary Poppins ·
Op zoek naar Zorro ·
Opium ·
Opsporing Verzocht ·
Prinsengrachtconcert ·
Service Salon ·
Sterrenjacht ·
Sterrenslag ·
Stuif es in ·
Telebingo ·
Televizier ·
The Phone ·
Toppop3 ·
Tussen Kunst & Kitsch ·
Vinger aan de Pols ·
We gaan nog niet naar huis ·
Wedden dat..? ·
Wie-kent-kwis ·
Wie is de Mol? ·
Wie is de Mol? Junior ·
Wordt Vervolgd
* In samenwerking met de TROS
** In samenwerking met VARA en VPRO
*** Dit programma is overgegaan naar RTL 5
**** Dit programma is overgegaan naar MAX